# Championnat de Belgique de football 2010-2011
Navigation
Saison précédente Saison suivante
Le championnat de Belgique de football 2010-2011 est la 108e saison du championnat de première division belge. La compétition oppose seize équipes qui s'affrontent en matches aller-retour durant une première phase de championnat. Elles sont ensuite réparties en trois séries de play-offs selon leur classement : les six premières vont en Play-offs 1, celles classées de la septième à la quatorzième place vont en Play-offs 2 et, nouveauté introduite cette saison, les deux dernières disputent les Play-offs 3 pour désigner le descendant direct et le barragiste.
Anderlecht, champion en titre et Genk font la course en tête durant la phase classique de la saison mais les bruxellois s'écroulent durant les play-offs et terminent troisième, dépassés par les limbourgeois, sacrés champions, et le Standard de Liège, sixième au terme de la compétition régulière et revenu en boulet de canon lutter pour le titre jusqu'à la dernière journée.
Les nouveaux Play-offs 3 voient s'affronter les deux autres clubs wallons, le Sporting Charleroi, bon dernier et les promus d'Eupen. Ces derniers remportent cette série de matches et renvoient les « carolos » en deuxième division pour la première fois depuis 26 ans. Le club ne parvient pas à remporter le tour final de Division 2 et est également relégué.

## Adaptations au règlement

### Création des Play-offs 3
La saison précédente, plusieurs voix se sont élevées pour critiquer le fait que le quinzième classé doive rester deux mois sans match officiel entre la fin de la phase classique du championnat et le début du tour final de Division 2 dans lequel il doit jouer son maintien, tandis que le dernier est obligé d'attendre le début de la saison suivante après sa relégation actée. Ces mois d'inactivité forcée sont dénoncés par les clubs qui doivent tout de même continuer à payer leurs joueurs.
Pour offrir des matches à enjeu aux deux derniers après la fin de la phase classique et permettre aux clubs d'avoir des rentrées financières, la Fédération instaure les « Play-offs 3 ». Cette compétition prend la forme d'une série de duels, cinq au maximum, dans lesquels les deux clubs s'affrontent en alternant celui qui joue à domicile lors de chaque match. L'équipe classée quinzième entame ces Play-offs 3 avec trois points, celle classée dernière sans point. Quand une équipe ne peut mathématiquement plus être rejointe par l'autre, la série est immédiatement arrêtée et les matches suivants ne sont pas joués.

### Attribution du titre de meilleur buteur
Une modification intervient cette saison dans l'attribution du titre de meilleur buteur, qui sera remis au terme des play-offs et non plus au terme de la saison régulière. Les buts inscrits par les joueurs durant les deux phases du championnat seront additionnés.

## Clubs participants
| #  | Nom                                                    | Mat. | Ville       | Stades                      | Entraîneur          | En D1 depuis (série) | Total en D1 | Saison précédente |
| -- | ------------------------------------------------------ | ---- | ----------- | --------------------------- | ------------------- | -------------------- | ----------- | ----------------- |
| 1  | Royal Sporting Club Anderlecht                         | 35   | Anderlecht  | Stade Constant Vanden Stock | Ariël Jacobs        | 1935-1936 (74e)      | 80e         | 1er               |
| 2  | Koninklijke Football Club Germinal Beerschot Antwerpen | 3530 | Anvers      | Kiel                        | Glen De Boeck       | 1989-1990 (22e)      | 22e         | 10e               |
| 3  | Cercle Brugge Koninklijke Sportvereniging              | 12   | Bruges      | Olympiastadion              | Bob Peeters         | 2003-2004 (8e)       | 77e         | 9e                |
| 4  | Club Brugge Koninklijke Voetbalvereniging              | 3    | Bruges      | Olympiastadion              | Adrie Koster        | 1959-1960 (52e)      | 89e         | 2e                |
| 5  | Royal Charleroi Sporting Club                          | 22   | Charleroi   | Stade du Mambourg           | Jacky Mathijssen    | 1985-1986 (26e)      | 47e         | 13e               |
| 6  | Königliche Allgemeine Sportvereinigung Eupen           | 4276 | Eupen       | Kehrwegstadion              | Dany Ost            | 2010-2011 (1re)      | 1re         | Division 2 : 4e   |
| 7  | Koninklijke Racing Club Genk                           | 322  | Genk        | Fenixstadion                | Franky Vercauteren  | 1996-1997 (15e)      | 29e         | 11e               |
| 8  | Koninklijke Atletieke Associatie Gent                  | 7    | Gand        | Jules Ottenstadion          | Francky Dury        | 1989-1990 (22e)      | 72e         | 3e                |
| 9  | Koninklijke Voetbalclub Kortrijk                       | 19   | Courtrai    | Guldensporenstadion         | Hein Vanhaezebrouck | 2008-2009 (3e)       | 24e         | 4e                |
| 10 | Royal Standard de Liège                                | 16   | Sclessin    | Stade de Sclessin           | Dominique D'Onofrio | 1921-1922 (87e)      | 92e         | 8e                |
| 11 | Koninklijke Lierse Sportkring                          | 30   | Lierre      | Herman Vanderpoortenstadion | Aimé Anthuenis      | 2010-2011 (1re)      | 71e         | Division 2 : 1er  |
| 12 | Koninklijke Sporting Club Lokeren Oost-Vlaanderen      | 282  | Lokeren     | Daknamstadion               | Peter Maes          | 1996-1997 (15e)      | 34e         | 14e               |
| 13 | Yellow Red Koninklijke Voetbalclub Mechelen            | 25   | Malines     | Achter de Kazerne           | Marc Brijs          | 2007-2008 (4e)       | 61e         | 7e                |
| 14 | Koninklijke Sint-Truidense Voetbalverening             | 373  | Saint-Trond | Stayenveld                  | Guido Brepoels      | 2009-2010 (2e)       | 37e         | 5e                |
| 15 | Koninklijke Voetbalclub Westerlo                       | 2024 | Westerlo    | Het Kuipje                  | Jan Ceulemans       | 1997-1998 (14e)      | 14e         | 12e               |
| 16 | Sportvereniging Zulte Waregem                          | 5381 | Waregem     | Regenboogstadion            | Bart De Roover      | 2005-2006 (6e)       | 6e          | 6e                |

### Localisation des clubs
| GBA YR KV Mechelen Lierse KVC Westerlo AA Gent KSC Lokeren FC Bruges CS Bruges KV Kortrijk Zulte Waregem RSC Anderlecht KRC Genk Sint-Truidense VV Charleroi Standard de Liège Eupen |

## Phase classique de la saison

### Déroulement du championnat
Deux équipes se détachent rapidement en tête, le Sporting Anderlecht et le Racing Genk. Derrière, La Gantoise et le FC Bruges assurent également leur place en Play-offs 1 sans trop de difficulté. Les deux dernières places font l'objet d'une lutte entre trois équipes, Lokeren, le Standard de Liège et Malines. Finalement, ce sont les malinois qui loupent le coche pour un point.
En bas de classement, les deux promus, Eupen et le Lierse éprouvent des difficultés dès l'entame du championnat et ne quittent pas la zone dangereuse de toute la saison. Trois autres équipes sont engagées dans la lutte pour le maintien, Saint-Trond, qui ne parvient pas à rééditer ses performances de la saison passée, le GBA, pourtant ambitieux à l'entame du championnat et Charleroi, qui effectue un début de saison calamiteux et ne parvient pas à redresser la barre. Finalement, les deux équipes wallonnes échouent aux deux dernières places et doivent disputer les Play-offs 3.
Cette décision est remise en cause par Eupen qui porte réclamation contre le Lierse, qui a inscrit un joueur non-qualifié, Jason Adesanya, sur la feuille de match contre Malines. Bien que ce jeune joueur ne soit pas monté sur le terrain, les germanophones réclament qu'une défaite par forfait soit infligée au Lierse, ce qui inverserait les positions en bas de classement mais également pour la participation aux Play-offs 1, Malines dépassant alors le Standard. Mais le club est finalement débouté par l'Union Belge et par le CBAS, le classement final restant dès lors inchangé.

### Résultats et classements

#### Résultats des rencontres
| Résultats (▼dom., ►ext.)                                   | AND | GBA | CSB | FCB | CHA | EUP | AAG | GNK | KOR | LIE | LOK | MAL | STT | STA | WES | ZWA |
| R. SC Anderlecht                                           |     | 4-0 | 1-0 | 2-2 | 4-1 | 4-1 | 3-2 | 1-1 | 3-0 | 6-0 | 0-0 | 5-0 | 2-0 | 2-0 | 2-0 | 0-0 |
| K. FC GB Antwerpen                                         | 0-1 |     | 0-0 | 2-1 | 1-0 | 0-0 | 2-2 | 0-1 | 3-1 | 1-1 | 1-1 | 1-1 | 0-0 | 0-1 | 0-0 | 3-0 |
| Cercle Brugge K. SV                                        | 1-0 | 1-1 |     | 3-1 | 1-1 | 2-1 | 0-1 | 0-1 | 2-1 | 3-0 | 1-1 | 0-1 | 4-2 | 1-0 | 0-1 | 1-3 |
| Club Brugge KV                                             | 0-2 | 1-0 | 0-1 |     | 5-0 | 4-0 | 3-2 | 2-2 | 4-1 | 2-0 | 2-1 | 1-2 | 4-1 | 2-2 | 4-3 | 2-0 |
| R. Charleroi SC                                            | 0-0 | 2-0 | 0-3 | 0-5 |     | 2-0 | 1-3 | 1-3 | 0-0 | 0-1 | 1-2 | 0-0 | 1-0 | 0-2 | 0-1 | 2-0 |
| K. AS Eupen                                                | 1-1 | 0-1 | 0-0 | 1-4 | 1-0 |     | 0-3 | 1-4 | 3-1 | 2-2 | 0-1 | 0-1 | 6-0 | 0-1 | 0-1 | 0-2 |
| K. AA Gent                                                 | 1-2 | 1-0 | 1-0 | 0-2 | 2-1 | 2-1 |     | 0-4 | 2-0 | 4-1 | 2-1 | 3-1 | 2-0 | 4-1 | 4-4 | 5-3 |
| K. RC Genk                                                 | 1-2 | 2-1 | 3-0 | 1-0 | 5-0 | 5-1 | 1-2 |     | 3-2 | 4-1 | 3-1 | 1-0 | 1-1 | 4-2 | 0-2 | 3-0 |
| KV Kortrijk                                                | 0-2 | 4-0 | 2-1 | 1-0 | 3-0 | 3-1 | 0-1 | 1-0 |     | 3-1 | 0-0 | 1-0 | 2-0 | 2-1 | 1-2 | 2-2 |
| K. Lierse SK                                               | 1-1 | 2-2 | 0-1 | 0-0 | 1-0 | 1-1 | 2-2 | 1-1 | 1-2 |     | 2-2 | 2-1 | 1-2 | 1-4 | 2-1 | 0-0 |
| K. SC Lokeren O.-V.                                        | 0-3 | 1-0 | 2-1 | 1-0 | 1-1 | 0-2 | 3-2 | 2-2 | 1-1 | 1-1 |     | 3-1 | 3-0 | 2-1 | 3-1 | 2-1 |
| YR KV Mechelen                                             | 0-0 | 5-1 | 2-2 | 0-1 | 2-0 | 2-0 | 1-1 | 2-2 | 1-0 | 1-0 | 2-0 |     | 0-0 | 1-0 | 3-1 | 0-0 |
| K. Sint-Truidense VV                                       | 0-2 | 1-0 | 0-3 | 2-1 | 3-2 | 1-1 | 1-1 | 0-2 | 1-0 | 1-0 | 0-2 | 0-1 |     | 1-0 | 1-2 | 0-3 |
| R. Standard de Liège                                       | 5-1 | 1-0 | 2-0 | 2-2 | 2-1 | 1-3 | 2-1 | 0-2 | 1-0 | 7-0 | 3-3 | 3-0 | 1-0 |     | 2-1 | 1-1 |
| K. VC Westerlo                                             | 2-0 | 1-1 | 2-1 | 1-2 | 2-2 | 1-1 | 0-1 | 1-1 | 2-1 | 2-0 | 1-2 | 1-1 | 3-0 | 1-2 |     | 1-1 |
| SV Zulte-Waregem                                           | 1-2 | 4-3 | 4-0 | 2-3 | 1-1 | 0-0 | 2-2 | 0-1 | 1-1 | 1-1 | 1-1 | 1-2 | 1-2 | 2-0 | 2-0 |     |
| - Victoire à domicile - Match nul - Victoire à l'extérieur |     |     |     |     |     |     |     |     |     |     |     |     |     |     |     |     |

#### Évolution du classement journée par journée
| Club/Journée         | 1  | 2  | 3  | 4  | 5  | 6  | 7  | 8  | 9  | 10 | 11 | 12 | 13 | 14 | 15 | 16 | 17 | 18 | 19 | 20 | 21 | 22 | 23 | 24 | 25 | 26 | 27 | 28 | 29 | 30 |
| -------------------- | -- | -- | -- | -- | -- | -- | -- | -- | -- | -- | -- | -- | -- | -- | -- | -- | -- | -- | -- | -- | -- | -- | -- | -- | -- | -- | -- | -- | -- | -- |
| R. SC Anderlecht     | 1  | 4  | 3  | 3  | 4  | 2  | 2  | 2  | 2  | 2  | 3  | 2  | 2  | 3  | 2  | 2  | 1  | 1  | 2  | 1  | 1  | 1  | 1  | 1  | 1  | 1  | 2  | 2  | 1  | 1  |
| K. RC Genk           | 3  | 1  | 1  | 1  | 1  | 1  | 1  | 1  | 1  | 1  | 1  | 1  | 1  | 1  | 1  | 1  | 2  | 2  | 1  | 2  | 2  | 2  | 2  | 2  | 2  | 2  | 1  | 1  | 2  | 2  |
| K. AA Gent           | 4  | 9  | 5  | 5  | 3  | 5  | 4  | 4  | 3  | 4  | 2  | 4  | 3  | 2  | 3  | 3  | 3  | 3  | 3  | 3  | 3  | 3  | 3  | 3  | 3  | 3  | 3  | 3  | 3  | 3  |
| Club Brugge KV       | 12 | 6  | 9  | 11 | 9  | 7  | 7  | 6  | 6  | 6  | 5  | 8  | 8  | 9  | 7  | 8  | 8  | 6  | 6  | 6  | 4  | 4  | 4  | 4  | 4  | 4  | 4  | 4  | 4  | 4  |
| K. SC Lokeren O.-V.  | 15 | 14 | 12 | 12 | 13 | 10 | 13 | 11 | 9  | 9  | 8  | 7  | 7  | 7  | 5  | 4  | 5  | 4  | 5  | 5  | 6  | 5  | 6  | 7  | 6  | 6  | 6  | 5  | 5  | 5  |
| R. Standard de Liège | 7  | 3  | 6  | 8  | 6  | 6  | 6  | 5  | 4  | 3  | 4  | 3  | 4  | 5  | 4  | 5  | 4  | 5  | 4  | 4  | 5  | 6  | 7  | 5  | 5  | 7  | 7  | 7  | 6  | 6  |
| YR KV Mechelen       | 2  | 2  | 2  | 2  | 2  | 4  | 3  | 3  | 5  | 5  | 7  | 5  | 5  | 4  | 6  | 6  | 6  | 7  | 8  | 9  | 10 | 9  | 8  | 9  | 7  | 5  | 5  | 6  | 7  | 7  |
| K. VC Westerlo       | 12 | 7  | 8  | 9  | 11 | 12 | 9  | 8  | 10 | 10 | 10 | 10 | 10 | 10 | 9  | 10 | 10 | 10 | 10 | 11 | 11 | 11 | 10 | 10 | 10 | 10 | 10 | 10 | 8  | 8  |
| Cercle Brugge K. SV  | 7  | 10 | 7  | 10 | 10 | 11 | 8  | 10 | 8  | 8  | 6  | 6  | 6  | 8  | 10 | 7  | 7  | 8  | 9  | 10 | 7  | 7  | 5  | 6  | 8  | 8  | 8  | 8  | 9  | 9  |
| KV Kortrijk          | 4  | 5  | 4  | 4  | 5  | 3  | 5  | 7  | 7  | 7  | 9  | 9  | 9  | 6  | 8  | 9  | 9  | 9  | 7  | 7  | 8  | 8  | 9  | 8  | 9  | 9  | 9  | 9  | 10 | 10 |
| SV Zulte-Waregem     | 7  | 12 | 11 | 7  | 8  | 9  | 12 | 9  | 12 | 12 | 12 | 12 | 12 | 11 | 11 | 11 | 11 | 11 | 11 | 8  | 9  | 10 | 11 | 11 | 11 | 11 | 11 | 11 | 11 | 11 |
| K. Sint-Truidense VV | 4  | 8  | 10 | 6  | 7  | 8  | 11 | 13 | 13 | 13 | 13 | 13 | 13 | 13 | 13 | 12 | 12 | 12 | 12 | 12 | 12 | 12 | 12 | 12 | 12 | 12 | 13 | 12 | 12 | 12 |
| K. FC GB Antwerpen   | 11 | 13 | 14 | 13 | 14 | 13 | 10 | 12 | 11 | 11 | 11 | 11 | 11 | 12 | 12 | 13 | 13 | 13 | 13 | 14 | 14 | 14 | 13 | 14 | 13 | 13 | 12 | 13 | 13 | 13 |
| K. Lierse SK         | 12 | 15 | 16 | 15 | 15 | 15 | 15 | 15 | 14 | 15 | 14 | 14 | 14 | 14 | 14 | 15 | 15 | 15 | 15 | 15 | 15 | 15 | 15 | 15 | 15 | 15 | 15 | 15 | 15 | 14 |
| K. AS Eupen          | 16 | 15 | 15 | 16 | 16 | 16 | 16 | 16 | 16 | 16 | 16 | 16 | 16 | 15 | 15 | 14 | 14 | 14 | 14 | 13 | 13 | 13 | 14 | 13 | 14 | 14 | 14 | 14 | 14 | 15 |
| R. Charleroi SC      | 7  | 10 | 13 | 14 | 12 | 14 | 14 | 14 | 15 | 14 | 15 | 15 | 15 | 16 | 16 | 16 | 16 | 16 | 16 | 16 | 16 | 16 | 16 | 16 | 16 | 16 | 16 | 16 | 16 | 16 |

#### Classement final
| Rang | Équipe                 | Pts | J  | G  | N  | P  | Bp | Bc | Diff |
| ---- | ---------------------- | --- | -- | -- | -- | -- | -- | -- | ---- |
| 1    | R. SC Anderlecht T S   | 65  | 30 | 19 | 8  | 3  | 58 | 20 | +38  |
| 2    | K. RC Genk             | 64  | 30 | 19 | 7  | 4  | 64 | 27 | +37  |
| 3    | K. AA Gent             | 57  | 30 | 17 | 6  | 7  | 59 | 42 | +17  |
| 4    | Club Brugge KV         | 53  | 30 | 16 | 5  | 9  | 60 | 35 | +25  |
| 5    | K. SC Lokeren O.-V.    | 50  | 30 | 13 | 11 | 6  | 43 | 36 | +7   |
| 6    | R. Standard de Liège C | 49  | 30 | 15 | 4  | 11 | 50 | 38 | +12  |
| 7    | YR KV Mechelen         | 48  | 30 | 13 | 9  | 8  | 34 | 30 | +4   |
| 8    | K. VC Westerlo         | 41  | 30 | 11 | 8  | 11 | 41 | 40 | +1   |
| 9    | Cercle Brugge K. SV    | 39  | 30 | 11 | 6  | 13 | 33 | 34 | -1   |
| 10   | KV Kortrijk            | 38  | 30 | 12 | 4  | 14 | 36 | 39 | -3   |
| 11   | SV Zulte-Waregem       | 33  | 30 | 7  | 12 | 11 | 39 | 41 | -2   |
| 12   | K. Sint-Truidense VV   | 29  | 30 | 8  | 5  | 17 | 20 | 51 | -31  |
| 13   | K. FC GB Antwerpen     | 26  | 30 | 5  | 11 | 14 | 24 | 40 | -16  |
| 14   | K. Lierse SK           | 24  | 30 | 4  | 12 | 14 | 26 | 58 | -32  |
| 15   | K. AS Eupen            | 23  | 30 | 5  | 8  | 17 | 28 | 50 | -22  |
| 16   | R. Charleroi SC        | 19  | 30 | 4  | 7  | 19 | 20 | 54 | -34  |

Légende
- Club qualifié pour les Play-offs 1
- Club qualifié pour les Play-offs 2
- Club qualifié pour les Play-offs 3
- Club qualifié pour la « Ligue Europa » la saison suivante

Abréviations
T : Tenant du titre 2010

C : Vainqueur de la Coupe de Belgique 2010-2011

S : Vainqueur de la Supercoupe de Belgique 2010

 : club promu de « Division 2 » depuis la saison précédente
1. ↑  Le K. VC Westerlo est automatiquement qualifié pour la prochaine Ligue Europa en tant que finaliste de la Coupe de Belgique car le vainqueur, le Standard de Liège, est déjà qualifié pour les tours préliminaires de la prochaine Ligue des champions.

## Play-offs 1
Les Play-offs 1 opposent les six premiers du classement à l'issue du championnat. Chaque club reçoit la moitié de ses points, arrondie à l'unité supérieure. Cependant, l'arrondi n'est pas pris en compte lors des règles de départage.

### Déroulement des Play-offs 1
Anderlecht perd sa première place dès la première journée après sa défaite surprenante à domicile contre le Standard de Liège, qualifié de justesse pour ces Play-offs 1 et qui aligne une équipe composée pour moitié de réservistes, leur entraîneur Dominique D'Onofrio ayant laissé plusieurs titulaires au repos en prévision de la demi-finale retour de Coupe de Belgique que le club dispute trois jours plus tard. La semaine suivante, le Standard s'impose face à Genk tandis qu'Anderlecht s'incline à nouveau, en déplacement au FC Bruges, ce qui resserre les positions en tête du classement.
Le Standard de Liège poursuit sur sa lancée les semaines suivantes, entamant cette phase finale par quatre victoires consécutives pendant que toutes les autres équipes se neutralisent, à l'exception du Racing Genk. Après un partage à Bruges lors de la cinquième journée, les liégeois alignent à nouveau quatre victoires de rang pour se présenter à Genk, lors de la dernière journée, à égalité avec le club limbourgeois, qui reste cependant premier grâce au demi-point d'arrondi accordé au Standard après la division des points par deux. Ce dernier match se déroule au bout du suspense. Le Standard ouvre la marque en première mi-temps et est virtuellement champion pendant 40 minutes, jusqu'à l'égalisation de Genk survenue à un quart d'heure de la fin du match. Ce partage est suffisant pour les hommes de Franky Vercauteren, qui sont sacrés champions de Belgique. Anderlecht, dominant en phase classique, s'écroule complètement lors de ces play-offs et termine à la troisième place, subissant cinq défaites en dix rencontres.

### Résultats et classements

#### Résultats des rencontres
| Résultats (▼dom., ►ext.)                                   | AND | FCB | AAG | GNK | LOK | STA |
| R. SC Anderlecht                                           |     | 0-0 | 4-1 | 2-0 | 3-4 | 1-3 |
| Club Brugge KV                                             | 3-0 |     | 1-0 | 3-0 | 0-0 | 1-1 |
| K. AA Gent                                                 | 1-1 | 1-1 |     | 2-3 | 2-2 | 1-3 |
| K. RC Genk                                                 | 1-0 | 3-1 | 3-0 |     | 2-1 | 1-1 |
| K. SC Lokeren O.-V.                                        | 1-2 | 0-1 | 1-1 | 0-2 |     | 0-1 |
| R. Standard de Liège                                       | 2-1 | 1-0 | 1-0 | 2-1 | 3-0 |     |
| - Victoire à domicile - Match nul - Victoire à l'extérieur |     |     |     |     |     |     |

#### Classement final
| Rang | Équipe                 | Pts | J  | G | N | P | Bp | Bc | Diff |
| ---- | ---------------------- | --- | -- | - | - | - | -- | -- | ---- |
| 1    | K. RC GENK             | 51  | 10 | 6 | 1 | 3 | 16 | 12 | +4   |
| 2    | R. Standard de Liège C | 51  | 10 | 8 | 2 | 0 | 18 | 6  | +12  |
| 3    | R. SC Anderlecht T S   | 44  | 10 | 3 | 2 | 5 | 14 | 16 | -2   |
| 4    | Club Brugge KV         | 43  | 10 | 4 | 4 | 2 | 13 | 6  | +7   |
| 5    | K. AA Gent             | 33  | 10 | 0 | 4 | 6 | 9  | 22 | -13  |
| 6    | K. SC Lokeren O.-V.    | 31  | 10 | 1 | 3 | 6 | 9  | 17 | -8   |

Légende
- Champion de Belgique 2011 et qualifié pour la « Ligue des champions » la saison suivante
- Club qualifié pour la « Ligue des champions » la saison suivante
- Club qualifié pour la « Ligue Europa » la saison suivante

Abréviations
T : Tenant du titre 2010

C : Vainqueur de la Coupe de Belgique 2010-2011

S : Vainqueur de la Supercoupe de Belgique 2010
Le FC Bruges est qualifié pour la prochaine Ligue Europa sans disputer le barrage européen. En effet, le vainqueur des Play-offs 2, Westerlo, est déjà qualifié en tant que finaliste de la Coupe de Belgique, remportée par le Standard de Liège, lui-même qualifié pour la prochaine Ligue des champions. Le club campinois déclare forfait pour le barrage européen et se contente d'entrer au deuxième tour préliminaire, le FC Bruges rentrant en compétition au troisième tour préliminaire.

## Play-offs 2
Les Play-offs 2 opposent les équipes classées de la septième à la quatorzième place, réparties en deux groupes de quatre équipes. Les points obtenus en phase classique ne sont pas pris en compte, chaque équipe commence donc avec zéro point.

### Groupe A
Le Groupe A des Play-offs 2 est constitué par les équipes ayant terminé 7e, 9e, 12e et 14e de la phase classique.

#### Résultats et classements

##### Résultats des rencontres
| Résultats (▼dom., ►ext.)                                   | CSB | LIE | MAL | STT |
| Cercle Brugge K. SV                                        |     | 0-0 | 3-1 | 1-0 |
| K. Lierse SK                                               | 3-0 |     | 1-2 | 1-1 |
| YR KV Mechelen                                             | 0-0 | 4-3 |     | 1-1 |
| K. Sint-Truidense VV                                       | 1-1 | 1-2 | 2-1 |     |
| - Victoire à domicile - Match nul - Victoire à l'extérieur |     |     |     |     |

#### Classement final
| Rang | Équipe               | Pts | J | G | N | P | Bp | Bc | Diff |
| ---- | -------------------- | --- | - | - | - | - | -- | -- | ---- |
| 1    | Cercle Brugge K. SV  | 9   | 6 | 2 | 3 | 1 | 5  | 5  | 0    |
| 2    | K. Lierse SK         | 8   | 6 | 2 | 2 | 2 | 10 | 8  | +2   |
| 3    | YR KV Mechelen       | 8   | 6 | 2 | 2 | 2 | 9  | 10 | -1   |
| 4    | K. Sint-Truidense VV | 6   | 6 | 1 | 3 | 2 | 6  | 7  | -1   |

Légende
- Club qualifié pour la finale des Play-offs 2

Abréviations
 : club promu de « Division 2 » depuis la saison précédente

### Groupe B
Le Groupe B des Play-offs 2 est constitué par les équipes ayant terminé 8e, 10e, 11e et 13e de la phase classique.

#### Résultats et classements

##### Résultats des rencontres
| Résultats (▼dom., ►ext.)                                   | GBA | KOR | WES | ZWA |
| K. FC GB Antwerpen                                         |     | 0-0 | 3-3 | 2-0 |
| KV Kortrijk                                                | 1-1 |     | 1-1 | 0-1 |
| K. VC Westerlo                                             | 1-0 | 3-0 |     | 7-1 |
| SV Zulte-Waregem                                           | 1-0 | 2-0 | 1-1 |     |
| - Victoire à domicile - Match nul - Victoire à l'extérieur |     |     |     |     |

#### Classement final
| Rang | Équipe             | Pts | J | G | N | P | Bp | Bc | Diff |
| ---- | ------------------ | --- | - | - | - | - | -- | -- | ---- |
| 1    | K. VC Westerlo     | 12  | 6 | 3 | 3 | 0 | 16 | 6  | +10  |
| 2    | SV Zulte-Waregem   | 10  | 6 | 3 | 1 | 2 | 6  | 10 | -4   |
| 3    | K. FC GB Antwerpen | 6   | 6 | 1 | 3 | 2 | 6  | 6  | 0    |
| 4    | KV Kortrijk        | 3   | 6 | 0 | 3 | 3 | 2  | 8  | -6   |

Légende
- Club qualifié pour la « Ligue Europa » la saison suivante et pour la finale des Play-offs 2

### Finale des Play-offs 2
La finale des Play-offs 2 oppose les deux vainqueurs de groupe, le KVC Westerlo et le Cercle de Bruges, en matches aller-retour. Westerlo, finaliste de la Coupe de Belgique, sort vainqueur de cette double confrontation et se qualifie pour le barrage européen.
| Date                                         | Match                                | Résultat |
| -------------------------------------------- | ------------------------------------ | -------- |
| 13 mai 2011                                  | K. VC Westerlo - Cercle Brugge K. SV | 3-0      |
| 16 mai 2011                                  | Cercle Brugge K. SV - K. VC Westerlo | 2-2      |
| K. RC Genk qualifié pour le barrage européen |                                      |          |

| 13 mai 2011 | K. VC Westerlo                | 3-0 | Cercle Brugge K. SV | Het Kuipje                                  |                                             |
| 20h30       | Henrique 4e, 54e · Ngolok 64e |     |                     | Spectateurs : 2 272 Arbitrage : Luc Wouters | Spectateurs : 2 272 Arbitrage : Luc Wouters |
| 20h30       | Rapport                       |     |                     | Spectateurs : 2 272 Arbitrage : Luc Wouters | Spectateurs : 2 272 Arbitrage : Luc Wouters |

| 16 mai 2011 | Cercle Brugge K. SV          | 2-2 | K. VC Westerlo         | Jan Breydelstadion                                |                                                   |
| 20h30       | D'haene 59e · Iachtchouk 68e |     | Chávez 33e · Annab 90e | Spectateurs : 5 930 Arbitrage : Alexandre Boucaut | Spectateurs : 5 930 Arbitrage : Alexandre Boucaut |
| 20h30       | Rapport                      |     |                        | Spectateurs : 5 930 Arbitrage : Alexandre Boucaut | Spectateurs : 5 930 Arbitrage : Alexandre Boucaut |

## Barrage européen
Le barrage européen oppose en matches aller-retour le vainqueur des Play-offs 2, le KVC Westerlo, au dernier club en ordre de qualification pour une compétition européenne en Play-offs 1, le FC Bruges, qui a terminé à la quatrième place. Westerlo étant déjà qualifié pour la Ligue Europa grâce à sa place de finaliste de la Coupe de Belgique, l'enjeu de cette confrontation n'est plus que le tour d'entrée dans la compétition européenne, le deuxième ou le troisième tour préliminaire. Westerlo propose d'annuler ce barrage, se contentant d'entrer au deuxième tour préliminaire par sa place de finaliste, ce qu'accepte l'Union Belge.

## Play-offs 3
Nouveauté de cette saison, les Play-offs 3 opposent les deux dernières équipes du classement, Eupen et Charleroi, dans une série de maximum cinq matches. L'équipe clasée quinzième, Eupen, reçoit lors des premier, troisième et cinquième match et bénéfice de trois points de bonus sur son adversaire. Dès qu'une équipe est assurée mathématiquement de ne pas pouvoir être rejointe par son opposant, la série s'arrête. En cas d'égalité au terme des cinq rencontres, le nombre de victoires est prépondérant.

### Déroulement des Play-offs 3
Les trois premières rencontres sont remportées par l'équipe évoluant à domicile, ce qui permet à Eupen d'aborder le quatrième match avec six points d'avance et pouvoir ainsi se contenter d'un partage lors des deux derniers matches. Les « Pandas » décrochent un match nul 2-2 lors de la quatrième manche à Charleroi et remportent ces Play-offs 3. Les «  Zèbres » sont relégués en deuxième division pour la première fois depuis 26 ans après une saison désastreuse de bout en bout et quatre entraîneurs utilisés. Eupen devra passer par le tour final de Division 2, qu'il devra remporter pour assurer son maintien parmi l'élite, ce que le club germanophone ne parviendra pas à réaliser.

### Résultats et classements
| Résultats (▼dom., ►ext.)                                   | CHA | EUP | CHA | EUP | CHA |
| R. Charleroi SC                                            |     | 2-0 |     | 2-2 |     |
| K. AS Eupen                                                | 3-2 |     | 4-2 |     |     |
| - Victoire à domicile - Match nul - Victoire à l'extérieur |     |     |     |     |     |

#### Évolution du classement journée par journée
| Club/Journée    | 1 | 2 | 3 | 4 |
| --------------- | - | - | - | - |
| K. AS Eupen     | 1 | 1 | 1 | 1 |
| R. Charleroi SC | 2 | 2 | 2 | 2 |

#### Classement final
| Rang | Équipe          | Pts | J | G | N | P | Bp | Bc | Diff |
| ---- | --------------- | --- | - | - | - | - | -- | -- | ---- |
| 1    | K. AS Eupen     | 10  | 4 | 2 | 1 | 1 | 9  | 8  | +1   |
| 2    | R. Charleroi SC | 4   | 4 | 1 | 1 | 2 | 8  | 9  | -1   |

- Club devant disputer le tour final de Division 2 pour assurer son maintien parmi l'élite
- Club relégué pour la saison suivante

Abréviations
 : club promu de « Division 2 » depuis la saison précédente

## Meilleur buteur
Ivan Perišić (Club Brugge KV) avec 22 goals. Il est le 31e joueur étranger différent, le cinquième croate, à remporter cette récompense.

### Classement des buteurs
Le tableau ci-dessous reprend les ... meilleurs buteurs du championnat, soit les joueurs ayant inscrit dix buts ou plus durant la saison.
| #  | Pays | Joueur       | Club           | Buts | Matches joués |
| -- | ---- | ------------ | -------------- | ---- | ------------- |
| 1. |      | Ivan Perišić | Club Brugge KV | 22   | 37            |

## Récapitulatif de la saison
- Champion : K. RC Genk (3e titre)
- Quatorzième équipe à remporter trois titres de champion de Belgique
- Troisième titre pour la province de Limbourg.

| Région flamande (12)            | Région flamande (12) | Province de Brabant (1)      | Province de Brabant (1) | Région wallonne (3)    | Région wallonne (3) |
| ------------------------------- | -------------------- | ---------------------------- | ----------------------- | ---------------------- | ------------------- |
| Province d'Anvers               | 4                    | Région de Bruxelles-Capitale | 1                       | Province de Hainaut    | 1                   |
| Province de Flandre-Occidentale | 4                    | Province du Brabant flamand  | 0                       | Province de Liège      | 2                   |
| Province de Flandre-Orientale   | 2                    | Province du Brabant wallon   | 0                       | Province de Luxembourg | 0                   |
| Province de Limbourg            | 2                    |                              |                         | Province de Namur      | 0                   |

1. ↑  Au niveau footballistique, la province de Brabant est toujours unitaire malgré sa partition territoriale en 1995.

### Admission et relégation
Le Royal Charleroi Sporting Club, dernier et battu en Play-offs 3, est relégué directement en deuxième division. La KAS Eupen, avant-dernière et vainqueur des Play-offs 3, dispute le tour final de Division 2 mais en termine dernier et est également relégué. Ils sont remplacés par Oud-Heverlee Louvain, champion de deuxième division qui accède pour la première fois à l'élite, et par le R. AEC de Mons, vainqueur du tour final, qui effectue son retour en Division 1 deux ans après l'avoir quittée.

### Débuts en Division 1
Un club fait ses débuts dans la plus haute division belge. Il est le 77e club différent à y apparaître.
- La KAS Eupen est le 7e club de la province de Liège à évoluer dans la plus haute division belge.

### Changement de nom
En fin de saison, le Germinal Beerschot, porteur du matricule 3530, change de nom et devient le Koninklijke Beerschot Antwerpen Club.

### Bilan de la saison
| Championnat de Belgique de football 2010-2011 |                                                    |
| Champion                                      | K. RC Genk (3e titre)                              |
| Dauphin                                       | R. Standard de Liège                               |
| Coupes et trophées                            |                                                    |
| Vainqueur de la Coupe de Belgique 2010-2011   | R. Standard de Liège                               |
| Vainqueur de la Supercoupe de Belgique 2010   | R. SC Anderlecht                                   |
| Qualifications continentales                  |                                                    |
| Ligue des champions de l'UEFA 2011-2012       | K. RC Genk (Troisième tour préliminaire)           |
| Ligue des champions de l'UEFA 2011-2012       | R. Standard de Liège (Troisième tour préliminaire) |
| Ligue Europa 2011-2012                        | R. SC Anderlecht (Tour de barrages)                |
| Ligue Europa 2011-2012                        | Club Brugge KV (Troisième tour préliminaire)       |
| Ligue Europa 2011-2012                        | K. VC Westerlo (Deuxième tour préliminaire)        |
| Promotions et relégations                     |                                                    |
| Promus en Division 1                          | Oud-Heverlee Louvain                               |
| Promus en Division 1                          | R. AEC de Mons                                     |
| Relégués en Division 2                        | R. Charleroi SC                                    |
| Relégués en Division 2                        | K. AS Eupen                                        |